# Aneides
Aneides är ett släkte av groddjur som ingår i familjen lunglösa salamandrar.
Arterna förekommer främst i västra Nordamerika vid Stilla havet från sydvästra Kanada till västra Mexiko, inklusive Baja California. En avskild population lever i Appalacherna. Släktets medlemmar har bra förmåga att klättra på klippor eller i växtligheten. Endast Aneides flavipunctatus lever på marken. Typisk är ett trekantigt huvud och stora ögon. Extremiteterna är robusta. Honor lägger sina ägg i en jordhåla och värmar äggen med kroppen. Arterna blir 4,5 till 10 cm långa.
Arter enligt Catalogue of Life och IUCN:
- Aneides aeneus
- Aneides caryaensis
- Aneides ferreus
- Aneides flavipunctatus
- Aneides hardii
- Aneides iecanus
- Aneides lugubris
- Aneides vagrans

IUCN listar Aneides caryaensis som akut hotad (CR) och Aneides iecanus som starkt hotad (EN).

## Bildgalleri

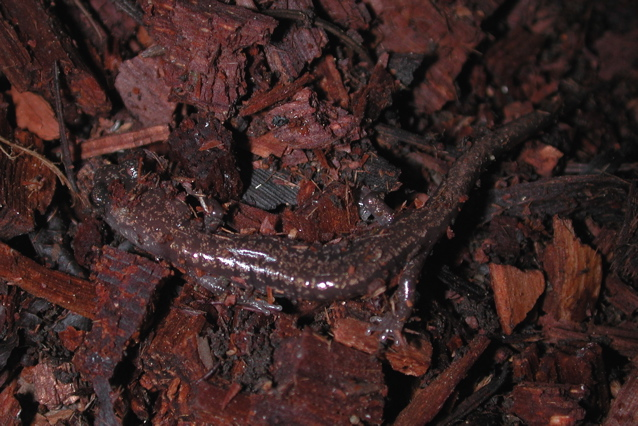
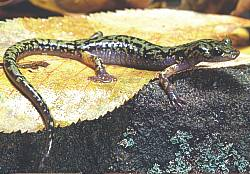
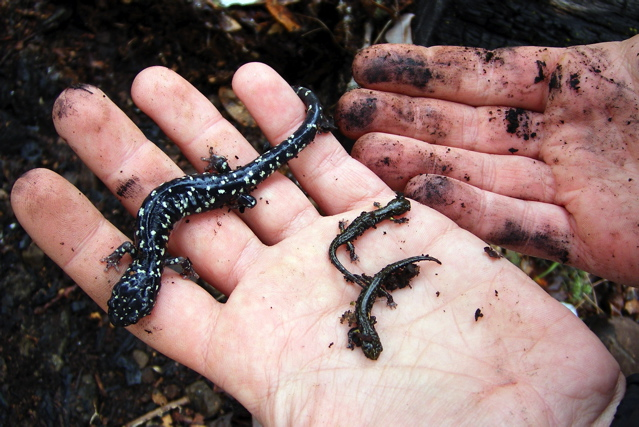
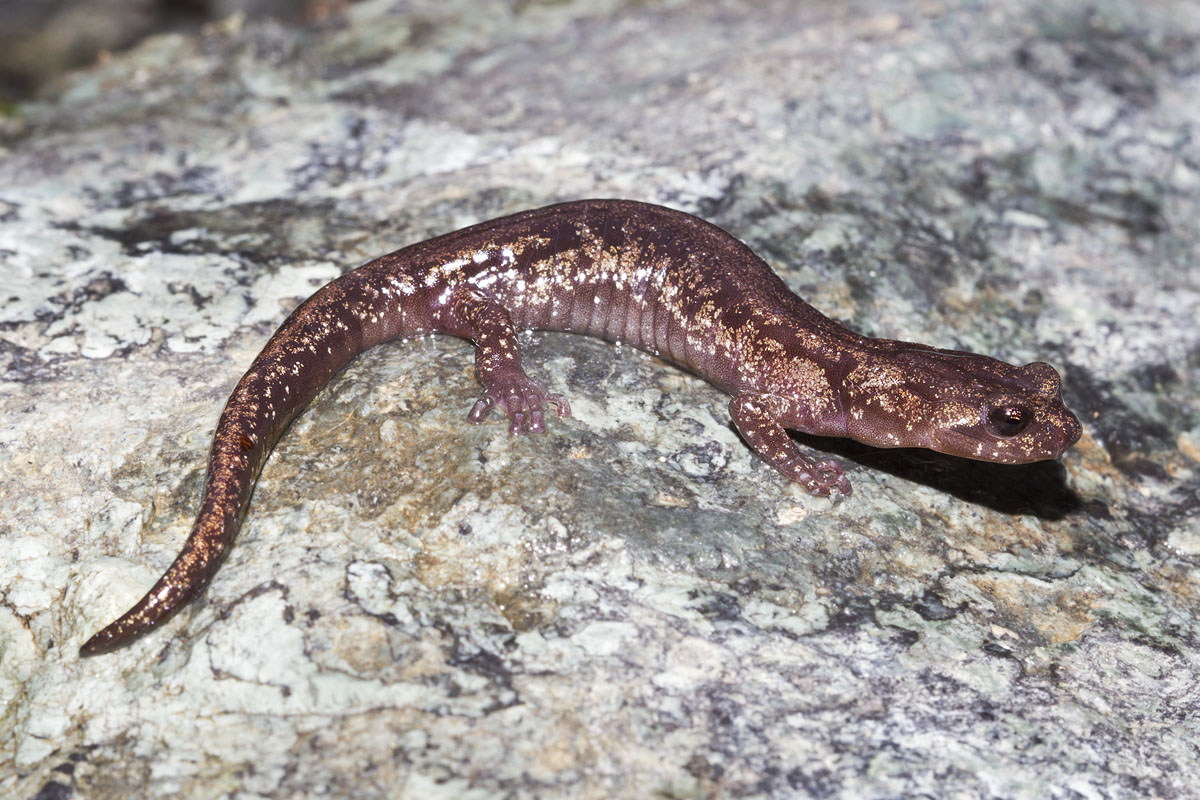